# Vĩ độ ngựa

Biểu đồ chỉ ra các vị trí tương ứng của các vĩ độ ngựa

Vĩ độ ngựa hay đới áp cao cận nhiệt đới là các vĩ độ cận nhiệt đới nằm trong khoảng từ vĩ độ 25 tới vĩ độ 35 ở cả hai bán cầu. Khu vực này, nằm dưới một dải áp cao, gọi là dải áp cao cận nhiệt đới, là khu vực nhận được ít mưa và có các luồng gió hay thay đổi xen giữa những khoảng thời gian dài lặng gió. Nó nằm giữa đới gió tây (ở các vĩ độ từ 30 tới 60 của mỗi bán cầu, thổi cơ bản theo hướng từ tây sang đông về phía cực Trái Đất) và đới gió đông (hay gió mậu dịch, thổi cơ bản theo hướng từ đông sang tây tại vùng nhiệt đới gần xích đạo).

## Nguyên nhân
Nguyên nhân lặng gió trong khu vực này là do đới hội tụ liên chí tuyến, một dải rộng vài trăm kilômét ở các vĩ độ gần xích đạo, nơi các luồng gió mậu dịch hội tụ. Tại khu vực này, các luồng gió lạnh bốc lên, trở thành khô và thổi ở độ cao khoảng 10–15 km từ xích đạo về hai phía bắc và nam, hướng về vùng cực. Tại các vĩ độ khoảng 30, các luồng gió hướng về vùng cực này hạ thấp xuống bề mặt tới đới áp cao cận nhiệt đới và ấm dần lên. Luồng không khí này là rất khô do hơi ẩm mà nó mang theo đã được giải phóng phía trên xích đạo, gần các khu rừng mưa nhiệt đới. Cụ thể xem Quyển hoàn lưu Hadley. 

## Tên gọi
Sự hiểu sai phổ biến cho rằng tên gọi này có nguồn gốc từ thực tiễn đáng ngờ trong thế kỷ 17 là việc ném những con ngựa trên tàu thuyền ra khỏi boong tàu khi thời gian lặng gió quá dài nhằm tiết kiệm nước uống. Điều này khá phi lý do thịt ngựa tươi là tương đối tốt hơn so với các khẩu phần ăn trên tàu (thường là các loại thịt ướp muối) và việc ăn thịt bất kỳ loại gia súc nào có trên tàu thay vì ăn các khẩu phần ăn định sẵn có thể thực sự giúp tiết kiệm nước, do nước ngọt là cần thiết để làm cho các loại thịt lợn hay bò ướp muối trở thành dễ ăn hơn.
Thuật ngữ này có lẽ có nguồn gốc từ nghi lễ "ngựa chết", một thực tiễn mà trong đó những người đi biển (các thủy thủ) cho những hình nộm ngựa nhồi rơm diễu hành xung quanh boong tàu trước khi ném chúng xuống biển. Các thủy thủ thường được ứng trước một phần tiền công (tiền công của khoảng 1-2 tháng đầu làm việc) trước mỗi chuyến đi dài và phần lớn trong họ đã tiêu hết số tiền đó, thậm chí là trước cả khi họ đặt chân lên boong tàu nơi họ sẽ phải làm việc. Thành ngữ tiếng Anh "Beating a dead horse" hay "Flogging a dead horse" đều có nghĩa đen là đánh một con ngựa [đã] chết, hàm ý một việc làm phí công vô ích và "ngựa chết" chính là khoảng thời gian mà họ đã nhận trước tiền công, do họ cảm thấy là mình đang làm việc không công. Nghi lễ này là để kỷ niệm sự bắt buộc phải làm việc vì món nợ "ngựa chết". Do tàu thuyền từ vùng bờ biển phương Tây có thể đi tới các vĩ độ thuộc vùng cận nhiệt đới phương Đông vào khoảng thời gian mà công việc "ngựa chết" đã được hoàn thành, do vậy mà khu vực này gắn liền với nghi thức đó

## Ảnh hưởng
Các điều kiện khô, ấm ổn định của các vĩ độ ngựa cũng góp phần vào sự tồn tại của các sa mạc cận nhiệt đới/ôn đới, chẳng hạn như sa mạc Sahara ở châu Phi, các sa mạc tây nam Hoa Kỳ và miền bắc México, các phần của Trung Đông ở Bắc bán cầu, cũng như sa mạc Atacama, sa mạc Kalahari và sa mạc Australia ở Nam bán cầu.